# Pontifício Comitê das Ciências Históricas
O Pontifício Comitê das Ciências Históricas é um dicastério da Cúria Romana. Se o ato de seu nascimento é datado em 7 de abril de 1954, por Pio XII, a presença de um estudo sobre as Ciências Históricas na Santa Sé, é muito mais antiga.

## Presidentes
|             | Nome                       | Período     | Notas              |
| Presidentes | Presidentes                | Presidentes | Presidentes        |
| ----------- | -------------------------- | ----------- | ------------------ |
| 6º          | Marek Andrzej Inglot, S.J. | 2023-       | Atual              |
| 5º          | Bernard Ardura, O. Præm.   | 2009-2023   | Presidente Emérito |
| 4º          | Walter Brandmüller         | 1998-2009   | Presidente Emérito |
| 3º          | Victor Saxer               | 1989-1998   |                    |
| 2º          | Michele Maccarrone         | 1963-1989   |                    |
| 1º          | Pio Paschini               | 1954-1962   |                    |